# Anaríta
Anaríta (grec moderne : Αναρίτα) est un village chypriote situé dans le district de Paphos et comptant 876 habitants.